# Filles d'Amérique
Pour plus de détails, voir Fiche technique et Distribution.
Filles d'Amérique (Finishing School) est un film américain réalisé par George Nichols Jr. et Wanda Tuchock et sorti en 1934.

## Synopsis
Dans une école privée pour jeunes filles riches, une mondaine devient dépressive. Son père ne semble pas s'en soucier, et sa mère est trop occupée à gravir les échelons sociaux. Elle pense au suicide. Mais voilà qu'un bel étudiant en médecine vient travailler à l'école comme serveur...

## Fiche technique
- Titre : Filles d'Amérique
- Titre original : Finishing School
- Réalisation : George Nichols Jr. et Wanda Tuchock
- Scénario : Laird Doyle et Wanda Tuchock d'après une histoire de David Hempstead et Louis Weitzenkorn (non crédité) et la pièce These Days de Katherine Clugston
- Photographie : J. Roy Hunt
- Montage : Arthur P. Schmidt
- Musique : Max Steiner (non crédité)
- Direction artistique : Albert S. D'Agostino et Van Nest Polglase
- Costumes : Walter Plunkett (non crédité)
- Producteurs : Merian C. Cooper (producteur exécutif) et Kenneth Macgowan (producteur associé)
- Société de production et de distribution : RKO Radio Pictures
- Pays de production : États-Unis
- Langue : Anglais
- Format : noir et blanc - 35 mm - 1,37:1 - Son : Mono (RCA Victor System)
- Genre : Drame
- Durée : 73 min
- Dates de sortie : 
  - États-Unis : 4 mai 1934
  - France : 16 novembre 1934

## Distribution
- Frances Dee : Virginia Radcliff
- Billie Burke : Helen Crawford Radcliff
- Ginger Rogers : Cecilia "Pony" Ferris
- Bruce Cabot : Ralph McFarland
- John Halliday : Frank S. Radcliff
- Beulah Bondi : Miss Van Alstyne
- Sara Haden : Miss Fisher, une enseignante
- Helen Freeman : Dr Hewitt
- Marjorie Lytell : Ruth Wallace
- Adalyn Doyle : Madeleine Kelly, une étudiante
- Anne Shirley : Billie
- Irene Franklin : Tante Jessica
- Ann Cameron : Miss Schmidt
- Rose Coghlan : Edith Garland
- Caroline Rankin : Miss Weber
- Jane Darwell : Maude, réceptionniste (non créditée)